# 黄志峰 (中国政治人物)
黄志峰（1970年—），福建漳浦人，汉族，中华人民共和国政治人物、第十二届全国人民代表大会福建地区代表。
毕业于中央广播电视大学行政管理专业。加入中国共产党。2013年，担任全国人大代表。